# Estadio Partenio-Adriano Lombardi
El Estadio Partenio-Adriano Lombardi (en italiano: Stadio Partenio-Adriano Lombardi) es un estadio de fútbol de la ciudad italiana de Avellino, en la región de Campania. En él disputa sus partidos como local el U.S. Avellino 1912.

## Historia
Fue inaugurado en 1971 como Estadio Partenio, tomando el nombre de la homónima cadena montañosa en los Apeninos campanos. El 7 de junio de 2011, se añadió el nombre de Adriano Lombardi, excapitán del Avellino fallecido prematuramente en el 2007.

## Aforo
El estadio posee un aforo de 24 600 espectadores, aunque su capacidad homologada es de 10 125. Es el tercer estadio en capacidad máxima de Campania, después del Estadio Diego Armando Maradona de Nápoles y el Arechi de Salerno. Las gradas están divididas en dos anillos y cinco sectores: Curva Sud, donde se localizan los Ultras locales; Curva Nord, que alberga un espacio destinado para personas con discapacidad y donde se hospedan a los hinchas rivales, cuando el sector específico de visitantes no es suficiente; Tribuna Montevergine; Tribuna Terminio; sector de visitantes, situado entre la Curva Nord y la Tribuna Terminio.